# Hop nebo trop
Hop nebo trop je český televizní seriál, který vysílala Česká televize v letech 2005 a 2008.

## Obsazení
| Ivana Chýlková          | Bára Dušková                               |
| Ladislav Ondřej         | Ondřej Dušek                               |
| Adéla Wernerová         | Marcela Dušková                            |
| Roman Zach              | Mikuláš Horký                              |
| Marek Taclík            | Radek Pelc                                 |
| Martha Issová           | Bohunka Pelcová                            |
| Klára Sedláčková-Oltová | Pavla Pelcová                              |
| Adrian Jastraban        | Daniel „Loser“ Bedány                      |
| Alice Bendová           | Andrea                                     |
| Pavel Řezníček          | Ivan                                       |
| Ondřej Vetchý           | Alex                                       |
| Veronika Arichteva      | Lenka                                      |
| Pavel Kříž              | Dušek, otec Ondřeje a Marcely              |
| Jitka Sedláčková        | Jarmila Hamplová, Bářina kolegyně          |
| Václav Knop             | ředitel Dřevotvaru                         |
| Jiří Kodeš              | Josef Holina, náměstek ředitele Dřevotvaru |
| Tomáš Klus              | Petr Kvasnička                             |

## Seznam dílů

### První řada
| Č. v seriálu | Č. v sérii | Název     | Režie         | Datum premiéry | Sledovanost v tisících |
| ------------ | ---------- | --------- | ------------- | -------------- | ---------------------- |
| 1            | 1          | Na lyžích | Jiří Chlumský | 2. ledna 2005  | 2064                   |
| 2            | 2          | Na vodě   | Jiří Chlumský | 9. ledna 2005  | 1731                   |
| 3            | 3          | Na kolech | Jiří Chlumský | 16. ledna 2005 | 2034                   |
| 4            | 4          | Na koních | Jiří Chlumský | 23. ledna 2005 | 1971                   |

### Druhá řada
| Č. v seriálu | Č. v sérii | Název         | Režie         | Datum premiéry     | Sledovanost v tisících |
| ------------ | ---------- | ------------- | ------------- | ------------------ | ---------------------- |
| 5            | 1          | Memoriál      | Jiří Chlumský | 9. listopadu 2008  | 996                    |
| 6            | 2          | Pelech        | Jiří Chlumský | 16. listopadu 2008 |                        |
| 7            | 3          | Ženy do větru | Jiří Chlumský | 23. listopadu 2008 |                        |
| 8            | 4          | Tři vdovy     | Jiří Chlumský | 30. listopadu 2008 |                        |